# Gildas Mahé
Pour les articles homonymes, voir Mahé.
Gildas Mahé est un navigateur et un skipper professionnel français, né en 1975 à Brest.

## Biographie
Originaire de Brest, il habite à Quimper dans le Finistère.
Formé au sein de la filière fédérale, c’est d’abord en Optimist, puis en 420 qu’il a décroché ses premiers titres sur l’eau. Après un passage en First Class 8, en Mumm 30 ou encore sur le circuit Mini et à la suite d'une expérience d’entraîneur au Centre Finistère Course au Large de Port-la-Forêt, Gildas Mahé remporte le Tour de Bretagne à la Voile avec Thierry Chabagny en septembre 2005.
Dans la foulée, il participe en 2006 à sa première Solitaire du Figaro avec le soutien du Comptoir Immobilier. Il accroche alors la deuxième marche du podium chez les bizuths au terme d’une belle bagarre avec Christopher Pratt et termina troisième de l'étape en Irlande.
Il termine à la cinquième place de la Solitaire du Figaro l'année suivante au terme d’un très beau parcours. Gildas Mahé concrétise alors en s’imposant sur la Finale du Championnat de France de Course au Large en Solitaire à Perros Guirec, son premier grand succès en solitaire.
En 2008, il poursuit sur sa lancée et affiche sa présence dans les dix premières places des épreuves en solitaire de la saison. Mais cette année marque également la fin de son association avec Le Comptoir Immobilier. 
La Banque Populaire, partenaire de Jeanne Grégoire depuis 2004, cherche alors un remplaçant pour assurer l'intérim de la jeune femme qui attendait un bébé. Au terme de sa sélection, la Banque Populaire décide de choisir Gildas Mahé pour la saison Figaro 2009. Lors de la dernière étape entre Dingle et Dieppe de la solitaire du Figaro 2009, il prend une option à terre infructueuse, seul avec Armel Le Cléac'h et chute au classement.
En 2010, il est l'équipier de Bernard Stamm pour la transat AG2R La Mondiale. En 2011, il entraine notamment Morgan Lagravière sur Figaro 2 au pôle Vendée France puis devient lui-même skipper de ce pôle en 2012, avec lequel il remporte en début de saison la Solo Massif Marine.
En 2013, il est préparateur de Jérémie Beyou pour la solitaire du Figaro et il est l'entraineur de Damien Cloarec et Yannick Le Clech en classe Mini. Il revient sur le circuit Figaro en fin de saison lors de la Generali Solo dont il remporte la première étape. En 2014, avec le soutien d'Interface Concept, il participe à la transat AG2R avec Jean Le Cam et fait son retour sur la solitaire du figaro,.

## Palmarès[6]
- 2023 sur le Class40 Amarris (#182) avec Achille Nebout :
  - 2e de la Transat Jacques-Vabre en 18 j 20 h 20 min 14 s
  - 3e de la 9e édition de la course Les Sables-Horta-Les Sables
  - vainqueur de l'Armen Race[7]
- 2021 sur le Figaro Bénéteau 3 Breizh Cola :
  - 3e du Championnat de France de course au large en solitaire
  - 6e de la Solitaire du Figaro
  - 8e de la Solo Guy Cotten Concarneau
- 2020 sur le Figaro Bénéteau 3 Breizh Cola / Equithé : 20e du Championnat de France de course au large en solitaire
- 2019 sur le Figaro Bénéteau 3 Breizh Cola / Equithé :
  - 2e du Tour de Bretagne à la Voile avec Morgan Lagravière
  - 2e de la solitaire du Figaro
  - 18e de la Solo Maitre CoQ
  - 9e de la Sardinha Cup avec Morgan Lagravière
- 2018 :
  - 3e de la 3e étape de la Solitaire du Figaro entre Muros-Noia et Saint Gilles Croix de Vie (410 milles) sur Breizh Cola[8]
  - 3e de la Transat AG2R La Mondiale avec Nicolas Troussel sur Breizh Cola[9]
  - 10e de la Solo Maître Coq
  - 4e de la Normandie
  - 14e de la ALLMER
- 2017 :
  - 5e de la Solitaire du Figaro sur Action contre la faim
  - 9e de la Solo Concarneau sur Du talent mais pas d'argent
  - vainqueur du Tour de Bretagne à la Voile avec Nicolas Lunven sur  Figaro Bénéteau 2 Generali
- 2016 :
  - vainqueur de la Commodore’s CUP
  - 2e de la Transat AG2R avec Nicolas Lunven sur Generali[10]
- 2015 :
  - 18e de la Solitaire du Figaro
  - 2e de la Solo Concarneau sur Qualiconfort The Beautifull Watches
  - 2e de la Lorient Bretagne Sud Mini en catégorie série avec Damien Cloarec sur le mini 833 - www.damien-cloarec.fr en 11 h 54 min 15 s
- 2014, sur le Figaro 2 Interface Concept :
  - Lorient Horta Solo 2014, abandon[11]
  - 4e de la Solitaire du Figaro et vainqueur de la 3e étape (Roscoff-Les Sables-d'Olonne)[12]
    - 11e de la transat en double AG2R LA MONDIALE avec Jean Le Cam
    - 2e de la Solo Maître Coq
- 2013 :
  - vainqueur de la 1re étape de la Generali Solo, 7e du classement final, Figaro 2 Ports d'Azur -Interface concept
  - 2e du National J80
  - 6e de la Mini-Fastnet en catégorie série avec Damien Cloarec sur 833 - Lomig en 4 j 8 h 40 min 13 s
- 2012 : vainqueur de la Solo Figaro Massif Marine sur Figaro 2 Vendée 1
- 2011 :
  - vainqueur du Tour de Bretagne à la voile avec Morgan Lagravière sur Figaro 2 Vendée
  - 3e de la Med Race sur le M34 Nantes St Nazaire E.Leclerc
  - 6e du National J80
- 2010 :
  - 1er de l'Atlantique Télégramme de Lorient sur le J80 Interface Concept 2 de Xavier Haize.
  - 2e de la Pornic J Cup 2010 sur le J80 Interface Concept 2[13].
  - 16e de la Mini-Fastnet avec Aurélien Ducroz sur 417 - Nissan (Proto Lombard 2002)[14]
  - 10e de la transat en double AG2R LA MONDIALE 2010 avec Bernard Stamm sur le Figaro 2 Cheminées Poujoulat [15]
  - 4e du Spi Ouest France en Open 7.50 E. Leclerc Mobile avec Corentin Douguet
  - 16e sur 31 de la Mini-Fastnet en catégorie prototype avec Aurélien Ducroz sur 417 - Nissan en 3 j 23 h 50 min 13 s
- 2009 :
  - Finaliste de la sélection skipper MACIF 2010-2011 [16]
  - 1er de l'Istanbul Europa Race sur le monocoque 60 pieds IMOCA Foncia de Michel Desjoyeaux[17]
  - Figaro 2 Banque Populaire [18] : 
    - 6e de la Quiberon Solo
    - 3e de la Solo PortsdeFrance.com
    - 43e de la solitaire du Figaro
    - 6e du Tour de Bretagne avec Vincent Biarnes, (victoire d'étape entre Brest et Piriac-sur-Mer)
    - 5e de la Transmanche
- 2008 :
  - Figaro 2 Le Comptoir Immobilier : 
    - 5e du Championnat de France de course au large en solitaire
    - 8e de la solitaire du Figaro
    - 6e de la Cap Istanbul
    - 4e de la Course des Falaises
- 2007 :
  - Figaro 2 Le Comptoir Immobilier [19] : 
    - 3e du Championnat de France de course au large en solitaire
    - 5e de la solitaire du Figaro (podium d'étape Crosshaven- Brest)
    - 16e du Trophée BPE transat en solitaire Belle-île en Mer - Marie galante
    - Vainqueur de la Finale du Championnat de France de course au large en solitaire (Grand Prix de Vendée à Saint Gilles Croix de Vie - La Route du Ponant de Saint Gilles Croix de Vie à Perros Guirec - Grand Prix de Perros Guirec)
    - 5e de la Route du Ponant
    - 17e du Tour de Bretagne avec Sébastien Audigane
- 2006 :
  - Figaro 2 Le Comptoir Immobilier : 
    - 18e de la Solitaire du Figaro (podium à Dingle pour la troisième étape - 2e Bizuth et Vainqueur du classement Argos de la meilleure progression)
    - 7e de la Solitaire de Concarneau
    - vainqueur de la Transmanche en solitaire
    - vainqueur du National équipages Figaro (avec Morgan Riou, Tangi Mahé, Erwan Taulois, Guillaume Bérenger, Julien Morvan)

  - 1er du National Pogo 40 - Le Comptoir Immobilier - Guillaume Voizard
- 2005 :
  - vainqueur du Tour de Bretagne à la voile avec Thierry Chabagny sur Figaro 2 Lèbre et FMI
  - 3e du Spi Ouest-France sur Mumm 30 Région Ile de France
  - 4e du Tour de France à la voile sur le Mumm 30 Région Ile de France - Jimmy Pahun
  - 2e du Championnat de France de Dragon
  - 1er à la Course Croisière EDHEC sur First Class 8 INB Société Générale
- 2004 :
  - 1er du Spi Ouest-France - 1er de l'Obélix Trophy - 2e Cowes Week sur Grand Soleil 45 Région Ile de France
  - 4e du Tour de France à la voile sur le Mumm 30 Région Ile de France - Jimmy Pahun
- 2003 : 2e du Tour de France à la voile sur le Mumm 30 Région Ile de France - Jimmy Pahun
- 2001 :
  - vainqueur de la Transmanche en Double avec Benoît Petit sur Figaro 1-Primel Groupe Sill
  - vainqueur de la Mini-Fastnet avec Rodolphe Jacq sur le prototype Rolland Pogo 6.50 262 - K&B Communication - Murphy&Nye
  - 2e du National Equipage en Figaro 1 avec Armel Le Cléac'h.
- Avant 2001 :
  - Champion de France Espoirs First Class 8 en 2000
  - Vice-champion du monde 420 en 1995
  - Champion de France 420 en 1994 et 1995
  - 3e au championnat du Monde 420 en 1993
  - Champion d’Europe 420 en 1993
  - 4e au championnat du Monde 420 en 1992
  - 3e au championnat d’Europe 420 en 1992
  - Vice-champion du Monde par équipe Optimist en 1989
  - Champion de France Optimist en 1988